# Таку Сигэнори (ум. 1690)
Таку Сигэнори (яп. 多久 茂矩, ум. 20 января 1690) — самурай княжества Сага периода Эдо, 3-й глава рода Таку.

## Биография
Родился в семье Таку Сигэтоки, 2-го главы рода Таку и владетеля деревни Таку, и Цуру, дочери Набэсимы Кацусигэ.
Таку Сигэнори занимался региональным развитием на своих землях, таким как строительством дорог, покрытых разными деревьями, и созданием почтовых станций.
Поскольку его родной сын, Киёнобу, был усыновлён Набэсимой Киёнагой из семьи Анэгава-Набэсима, в 1686 году Сигэнори передал семейное главенство своему приёмному сыну Таку Сигэфуми, четвёртому сыну Набэсимы Мицусигэ.
В 1690 году Таку Сигэнори скончался.